# Episkopi kantonman
Episkopi kantonman, (vojna stanica), na otoku Cipru, je glavni grad britanskih suverenih vojnih baza Akrotiri i Dhekelia, i lociran je u sredini Zapadne suverene baze, uz bok vojne baze RAF Akrotiri. U Istočnoj suverenoj bazi "Eastern Sovereign Base Area (ESBA)" su Dhekelia i Ayios Nikolaos.
Iako nije najveća britanska vojna baza na otoku, on je sjedište civilne i vojne administracije Suverene vojne baze.

## Vanjske poveznice
- https://www.episkopi.sceschools.com/page/?title=Information&pid=10  Arhivirana inačica izvorne stranice od 25. rujna 2020. (Wayback Machine)